# Free State
Free State je jedna od devet provincija u Južnoafričkoj Republici, nalazi se u središnjem dijelu države na granici s Lesotom. Glavni grad provincije je Bloemfontein s 369.568 stanovnika.

## Zemljopis
Free State se nalazi u središnjem dijelu države prostire se na 129.480 km² čime je treća po veličini provincija.
Susjedne provincije su:
- KwaZulu-Natal - istok
- Eastern Cape - jug
- Northern Cape - zapad
- Gauteng - sjever
- North West - sjeverozapad
- Mpumalanga -sjeveroistok

## Stanovništvo
Prema popisu stanovništva iz 2007. godine u provinciji živi 2.773.059 stanovnika, te je osma po broju stanovnika provincija u Južnoafričkoj Republici, a s 21,4 stanovnika na km² osma je najgušće naseljena provincija.
Većinsko stanovništvo su negroidi koji čine 87,1% ukupnog stanovništva, zatim slijede bijelci s 9,6%, obojeni s 3%, te Indijci i Azijati s 0,2%.

## Jezik
Većinski jezik u provincije je Sjeverni sotho, s velikim udjelom ostalih jezika.
- Sjeverni sotho- 64,4%
- Afrikaans- 11,9%
- Xhosa- 9,1%
- Tswana - 6,8%
- Zulu- 5,1%

## Vanjske poveznice
- Vlada provincije  Arhivirana inačica izvorne stranice od 14. kolovoza 2015. (Wayback Machine)